# 吉田香織
吉田 香織（よしだ かおり、1981年8月4日 - ）は、陸上競技長距離走・マラソン選手。

## 経歴

### 積水化学・資生堂所属時代
2000年埼玉県立川越女子高等学校卒業後、小出義雄の誘いで積水化学に入社。当時はぴょんぴょん跳ねて走るフォームから「牛若丸」という愛称で呼ばれていた。また、国際千葉駅伝や横浜国際女子駅伝などでは、日本代表の一員として出場した。
その後、小出や高橋尚子が積水化学を退社したことなどもあり、2003年、資生堂に移籍。2005年、チームメイトの嶋原清子が北海道マラソンに出場した際同行。そこで見た応援のすばらしさに念願の初マラソンを北海道と心に決めた。
翌2006年8月27日に行われた北海道マラソンは、吉田にとっての初マラソンであるとともに、2007年世界選手権代表選考を兼ねていた。気温30度を超す猛暑の中で中盤辺りから独走し、いきなりマラソン初優勝を果たし、同時に新人賞も受賞した。しかし、タイムがこの大会での内定条件となっていた2時間26分をオーバーしていたため内定は得られず、その後の選考レースで他の競技者が好タイムを収めたので、新聞紙上などでは選外との予想がなされた。
吉田は2007年2月、世界選手権マラソン日本代表決定直前に行われた熊日30キロロードレースでアピールを試みて出場し、最後までその座を取るために執念をみせたが、やはり世界選手権開催時に近い気象条件においてタイムで他の選手より見劣りすると判断され、代表入りはならなかった（ちなみに熊日30キロロードレースは吉田が高校の時に国体に参加そして両親が仕事の関係で熊本に住んでいるなど、かなり縁が強い街であるとローカル紙の報道にあった）。

### セカンドウィンドAC所属時代
心機一転を図るために2007年4月1日、前資生堂ランニングクラブ監督の川越学が設立したセカンドウィンドAC（SWAC）に移籍。
2007年9月9日に行われた北海道マラソンでは、前年優勝者の特別ゲストとして、小倉智昭らと共に所々でレース解説を担当（女子優勝者は同SWAC所属の加納由理）。なお北京オリンピックの女子マラソン代表は、2008年3月9日に行われる名古屋国際女子マラソンで代表選出を目指す、とその席で公言していた。
その名古屋国際女子マラソンの本番では、レース中盤まではスローペースの先頭集団についていたが、両足のマメが潰れ出血するアクシデントの影響により28km地点を過ぎてから脱落、当時の自己記録をマークをしたが12位に終わった。
2009年世界選手権代表選考を兼ねた、2008年8月31日に行われた北海道マラソンに出場。2年ぶりの優勝を目指して出走したが、レース前半で優勝した佐伯由香里（アルゼAC）らのペースについていけずに後退、中盤から徐々に追い上げたものの、結局3位に留まった。
2008年12月14日のホノルルマラソンは、招待選手として出場しペースメーカーをつとめた。そして同SWAC所属で優勝した嶋原清子に次いで2位のゴール。同マラソンでは初めて日本女子のワンツーフィニッシュを達成した。
2009年1月25日の大阪国際女子マラソンにも招待選手で出場したが、体調不良により5km地点を過ぎた後途中でリタイアとなった。

### アミノバイタルAC所属時代
2009年3月15日付でSWACを退部、その後資生堂時代の先輩にあたる谷川真理らが所属する、アミノバイタルACへ移籍する事を表明。同年8月30日、アミノバイタルAC所属選手として初のフルマラソンとなる北海道マラソンに出場、11位でゴール。
2010年2月28日の東京マラソンは、ゴール地点まであと残り800m迄迫りながら、冷たい降雨による低体温症で意識を失い昏倒、惜しくもリタイアとなった。同年7月4日のゴールドコーストマラソンでは、貧血気味で体調が万全で無い中、女子の部では2位選手に5分以上の大差をつけて優勝を果たした。同年10月10日のシカゴマラソンでは、初めて2時間30分を切る自己ベスト記録をマーク、8位ながらも日本女子のトップでゴールした。同年12月12日のホノルルマラソンでも、日本女子トップの3位でフィニッシュ。
2011年8月28日の北海道マラソンでは、中盤辺りで一人吉田だけ飛び出し一時独走状態となった。30Km地点では2位グループに3分近くの差をつけたが、その後ペースダウン。40Km手前で優勝した森本友に逆転され、その後嶋原清子と渋井陽子にも追い抜かれて結局4位に留まった。
ロンドンオリンピック女子マラソン日本代表を目指し、国内選考会の横浜国際女子マラソンと及び名古屋ウィメンズマラソンへそれぞれ出走したが、共に順位・ゴールタイムは平凡な結果に終わった。
2013年5月23日、日本アンチ・ドーピング機構（JADA）は、吉田香織にドーピング違反で1月18日から1年間の資格停止処分を科したと発表した。4位に入った2012年12月のホノルルマラソンでの検査で、持久力を高めるエリスロポエチン（EPO）に陽性反応を示した事が理由で、ホノルルマラソンの成績も無効となる。2013年8月20日、日本スポーツ仲裁機構は、吉田に対して2年間の資格停止とする仲裁判断を下した。

### チームランナーズパルス所属時代
資格停止期間の間に、雑誌『Runners Pulse』（創芸社）が関連するクラブチーム・チームランナーズパルスにヘッドコーチ兼任として移籍。復帰戦となる2015年3月のソウル国際マラソンで11位、8月の北海道マラソンで2位入賞。
2015年11月15日に行われた、リオデジャネイロオリンピック女子マラソン国内選考会の第1回さいたま国際マラソンでは、日本人最高となる2位に入賞。但し優勝者のアツェデ・バイサ（エチオピア）から丁度3分遅れ、又ゴールタイムも2時間28分台と、日本陸連の五輪派遣記録である「2時間22分30秒」から約6分も遅い為、リオ五輪の日本代表入りは厳しい状況となる。リオ五輪女子マラソン最終選考会だった、翌2016年3月13日開催の名古屋ウィメンズマラソンにも一般参加でエントリーしていたが、故障により欠場を表明した。
2016年5月に行われたWINGS FOR LIFE WORLD RUNで65.71キロメートルを走破、女子の部のワールドチャンピオンとなる。

### TEAM R×L所属時代
2016年8月、武田レッグウェアーのランニングクラブ・TEAM R×Lへ移籍。同月開催の北海道マラソンで10年ぶり2度目の優勝を飾る。
2018年11月、マラソンチャレンジカップ 市民アワード 女子更新記録部門で 水戸黄門漫遊マラソンでの大会新記録達成により表彰される。
2018年12月、MGC女子の対象レース 第4回さいたま国際マラソンでは、レースペーサーとして前半25kmを5km ラップ17'12"→17'20"→17'21"→17'28"→17'24"と、国内招待選手が先頭集団から離脱する中、ペースアップを抑えながらMGC出場権獲得をターゲットにしたペースで先導した。

## エピソード
- 2006年8月の北海道マラソンで、ネイルアートは勝負のピンクに染めぬいていた。その模様は、ゴール後テレビカメラに披露された。
- 2012年2月の別府大分マラソンでは、のちに2016年8月のリオ五輪男子マラソンの種目で、カンボジア代表選手として出場・139位で完走した猫ひろしのペースメーカー役を務めていた。

## 所属歴
埼玉県立川越女子高等学校→積水化学→資生堂→セカンドウィンドAC→アミノバイタルAC→チームランナーズパルス→TEAM R×L

## 戦績
- 1998年　日本ジュニア選手権　1500m 8位
- 1999年　国民体育大会熊本　3000m 5位　1500m 2位
- 1999年　アジアクロスカントリー選手権　ジュニア女子の部優勝
- 2000年　世界クロスカントリー選手権　ジュニア女子の部13位
- 2001年　千葉マリンハーフマラソン　1時間10分18秒（ハーフマラソン自己記録）
- 2001年　横浜国際女子駅伝ナショナルチーム代表（3区）
- 2004年　東日本女子駅伝 2区（4 km）区間賞
- 2005年　東日本実業団女子駅伝 4区（4 km）区間賞
- 2006年　北海道マラソン 2時間32分52秒 女子優勝
- 2007年　花の島沖永良部ジョギング大会ゲストランナー
- 2007年　熊日30kmロードレース出場
- 2007年　ホノルルマラソン 2時間43分21秒 4位
- 2008年　名古屋国際女子マラソン 2時間30分58秒 12位
- 2008年　花の島沖永良部ジョギング大会ゲストランナー(2年連続）
- 2008年　北海道マラソン 2時間33分37秒 3位
- 2008年　カサブランカマラソン 2時間31分44秒 優勝
- 2008年　ホノルルマラソン 2時間34分35秒 2位
- 2009年　大阪国際女子マラソン 途中棄権
- 2009年　北海道マラソン 2時間37分33秒 11位
- 2009年　ホノルルマラソン 2時間35分46秒 女子4位（総合16位）
- 2010年　東京マラソン 途中棄権
- 2010年　ゴールドコーストマラソン 2時間31分33秒 優勝
- 2010年　函館ハーフマラソン 1時間12分48秒 優勝
- 2010年　シカゴマラソン 2時間29分45秒 8位
- 2010年　ホノルルマラソン 2時間39分02秒 女子3位
- 2011年　谷川真理ハーフマラソン 1時間11分24秒 女子優勝
- 2011年　横浜国際女子マラソン（第2回） 2時間33分57秒 9位
- 2011年　北海道マラソン 2時間35分49秒 4位
- 2011年　横浜国際女子マラソン（第3回） 2時間33分14秒 7位
- 2011年　ホノルルマラソン 途中棄権
- 2012年　別府大分毎日マラソン 途中棄権（カンボジア選手猫ひろしのペースメーカー担当）
- 2012年　名古屋ウィメンズマラソン 2時間33分55秒 20位
- 2012年　ホノルルマラソン 2時間34分01秒　女子4位（のちドーピング違反発覚で順位・記録無効）
- 2015年　北海道マラソン 2時間33分14秒 女子2位
- 2015年　さいたま国際マラソン 2時間28分43秒 2位
- 2016年　北海道マラソン 2時間32分33秒 女子優勝
- 2016年　さいたま国際マラソン 2時間38分37秒 9位
- 2017年　ハセツネ30k（トレイルランニング）1時間16分02秒 女子優勝
- 2017年　名古屋ウィメンズマラソン 2時間28分24秒 7位（マラソン自己ベスト記録）
- 2017年　さいたま国際マラソン 2時間46分50秒 12位
- 2018年　かさま陶芸の里ハーフマラソン 1時間13分46秒 女子優勝
- 2018年　大阪国際女子マラソン 2時間29分53秒 5位
- 2018年　青梅マラソン 30キロ 1時間48分02秒 3位
- 2018年　名古屋ウィメンズマラソン 2時間34分17秒 20位
- 2018年　サロマ湖ウルトラマラソン 50キロ 3時間18分34秒 女子優勝（大会新）
- 2018年　富士登山競走5合目コース 女子優勝
- 2018年　富士吉田火の国ロードレース（ハーフ）1時間21分4秒 女子優勝
- 2018年　水戸黄門漫遊マラソン 2時間33分56秒 女子優勝（大会新）[5]
- 2018年　つくばマラソン 10km 34分5秒 女子優勝
- 2018年　第9回足立フレンドリーマラソン（ハーフ） 1時間12分13秒 女子優勝（大会新）
- 2019年　第53回青梅マラソン（30km） 1時間44分28秒 女子優勝[6]
- 2019年　第9回美ヶ原トレイル 45km 4時間10分9秒　女子優勝(総合7位)
- 2019年　富士登山競走5合目コース 1時間37分10秒 女子優勝
- 2019年　金沢マラソン 2時間34分52秒 女子優勝[7]